# Grevillea synaphea
Grevillea synaphea är en tvåhjärtbladig växtart. Grevillea synaphea ingår i släktet Grevillea och familjen Proteaceae.

## Underarter
Arten delas in i följande underarter:
- G. s. latiloba
- G. s. minyulo
- G. s. pachyphylla
- G. s. synaphea